# Ludwig Reichenbach
Heinrich Gottlieb Ludwig Reichenbach ( 8 de enero de 1793 - 17 de marzo de 1879) fue un naturalista, zoólogo, botánico y ornitólogo alemán .

## Biografía
Era el hijo de Johann Friedrich Jakob Reichenbach, el autor en 1818 del primer diccionario Griego-Alemán. Fue el padre de Heinrich Gustav Reichenbach, botánico igualmente y un eminente especialista en orquídeas.
Reichenbach nació en Leipzig. Desde 1810 estudió Medicina y Ciencias Naturales en la Universidad de Leipzig. Llegando a ser tutor en 1818. En 1820 fue designado como director del Museo de Historia Natural de Dresde y profesor en la Universidad de Dresde, donde permaneció hasta 1862. Más tarde fundó el Jardín Botánico de Dresde y fue cofundador del Zoo de Dresde. El Museo de Colecciones de Zoología fue destruido casi completamente por el fuego del incendio del palacio Zwinger durante la crisis constitucional de 1849, pero a Reichenbach le fue posible reemplazar las colecciones en solo unos pocos años. Esta colección se puede ver actualmente formando la base expositiva del museo.
Reichenbach fue un autor prolífico y un artista botánico aceptable. Sus obras incluyen Iconographia Botanica seu Plantae criticae (1823-32, 10 vols.) y Handbuch der speciellen Ornithologie (1851-54). Identificó y clasificó más de 2900 nuevas especies.

## Honores

### Eponimia
50 especies
- violeta: Viola reichenbachiana Jord. ex Boreau[1] (sin. V. sylvatica (Hartm.) Fr. ex Hartm. auch V. sylvestris Lam. p.p.) (violeta alargada de bosque)
- (Cactaceae) Echinopsis reichenbachiana Pfeiff. ex C.F.Först.[2]

## Obras
- Flora germanica excursoria. 1830–32, 2 tomos
- Flora exotica. 1834–36
- Flora germanica exsiccata 1830–45
- Übersicht des Gewächsreichs und seiner natürlichen Entwickelungsstufen. 1828
- Handbuch des natürlichen Pflanzensystems. 1837
- Das Herbarienbuch. 1841
- Abbildung und Beschreibung der für Gartenkultur empfehlenswerten Gewächse. 1821–26, 96 planchas
- Monographia generis Aconiti. 1820, 19 plates
- Illustratio specierum Aconiti generis. 1823–27, 72 planchas
- Iconographia botanica s. plantae criticae. 1823-1832, 1000 planchas
- Iconographia botanica exotica. 1827–30
- Regnum animale. 1834–36, 79 planchas
- Deutschlands Fauna. 1842, 2 tomos
- Praktische Naturgeschichte der Vogel (1845).
- Vollständigste Naturgeschichte des In- und Auslandes. 1845–54, 2 volúmenes en 9 tomos con más de 1000 planchas
- Reichenbach, H.G.L. (1849-1850). Avium Sistema Naturale - Die vollständigste Naturgeschichte der Vögel (en latín y alemán). Pl. I–C [1–100]. Natatores: 1–10; Grallatores: 11–18; Rasores: 19–32; Investigatores: 33–51; Trepidatores: 52–70; Enucleatores: 74–86; Raptatores: 87–100. Dresde y Leipzig. Disponible en Biodiversitas Heritage Library.

- Handbuch der speciellen Ornithologie. 1851-1854
- Die vollständigste Naturgeschichte der Affen 1862
- Aufzählung der Colibris oder Trochilideen in ihrer wahren natürlichen Verwandtschaft, nebst Schlüssel ihrer Systematik. 1854
- Trochilinarum enumeratio : ex affinitate naturali reciproca primum ducta provisoria 1855

- La abreviatura «Rchb.» se emplea para indicar a Ludwig Reichenbach como autoridad en la descripción y clasificación científica de los vegetales.[3]

## Abreviatura (zoología)
La abreviatura Reichenbach  se emplea para indicar a Ludwig Reichenbach como autoridad en la descripción y taxonomía en zoología.